# کریستین اتو مور

کریستین اتو مور (۸ اکتبر، ۱۸۳۵–۲ اکتبر، ۱۹۱۸) یک مهندس عمران آلمانی بود. 

## زندگی
او در هشتم اکتبر ۱۸۳۵ در خانواده‌ای ملاک به دنیا آمد. در سن ۱۶سالگی به مدرسهٔ پلی تکنیک هانو فر پیوست. در ۱۸۵۵، زندگی کاری خود را در رشته مهندسی راه آهن برای هانوفر و خطوط ریلی اولدنبرگ آغاز کرد. طراحی برخی از پل‌های معروف و برخی از اولین استفاده از خرپاهای فولادی از جمله کارهای او در این سالهاست.

## فعالیتهای علمی
مور در طول سالهای خدمت در راه آهن، علاقه زیادی به نظریه مکانیک و مقاومت مصالح پیدا کرد. در سال ۱۸۶۷، او استاد مکانیک در دانشگاه پلی تکنیک اشتوتگارت شد و در سال ۱۸۷۳ در درسدن پلی تکنیک به استادی رسید.
موهر از علاقه‌مندان به استفاده از ابزارهای گرافیکی بود و با توسعه این روش بصری، تنش در سه بعد، که قبلاً توسط کارل کولمن مطرح شده بود را پیگیری کرد. در سال ۱۸۸۲، او روشی معروف به روش گرافیکی برای تجزیه و تحلیل تنش که به عنوان دایره مور شناخته می‌شود را ارائه کرد که بیش از هرچیزی باعث شهرت وی شد.